# マミミ
マミミ（1983年4月2日 - ）は、日本のファッションモデル。東京都出身。血液型O型。本名：橋本 麻美々。

## 来歴
1995年、フジテレビ『笑っていいとも!』に出演。いくつかの雑誌などのモデルを経たあと、1997年11月から1999年3月までテレビ東京『おはスタ』のおはガールを務める。
2007年10月4日、おはスタ10周年という事で8年ぶりにゲスト出演した。

## 出演

### テレビ
- 来来圏（フジテレビ ※レギュラー）平成9年/1997年
- おはスタ（テレビ東京 おはガール）

### CM
- トミー「プリンカ」
- トミー「プリンシータブレット」

### 雑誌など
- 「PANjA」1995年4月
- 「PANjA」1995年10月
- 「フレッシュスター名鑑'97」
- 「メディア・ガールズ名鑑'97」
- 「小学六年生」
- 「ピチレモン」（学研）
- 「HEISEI子役・美少女名鑑」1995年10月
- 「Namaiki」（新潮社）1996年4月8日号
- 「nicola」創刊夏号　1997年